# Brännland
Brännland is een plaats (tätort) in de gemeente Umeå in het landschap Västerbotten en de provincie Västerbottens län in Zweden. De plaats heeft 187 inwoners (2005) en een oppervlakte van 28 hectare. De plaats ligt aan de Europese weg 12, ongeveer tien kilometer ten westen van de stad Umeå. In de plaats is het bedrijf Ålö AB te vinden, dit is een van de grootste industriële bedrijven van de gemeente Umeå.
Er is ook een småort Brännland (zuidelijk deel) (Zweeds: Brännland (södra delen)), dit småort beslaat een deel van het zuiden van Brännland en ligt niet direct aan de eigenlijke plaats Brännland vast. Brännland (zuidelijk deel) heeft 86 inwoners (2005) en een oppervlakte van 13 hectare.

## Verkeer en vervoer
Bij de plaats loopt de Riksväg 92.
Door de plaats loopt een spoorlijn.